# Classic Yes
Classic Yes è la seconda raccolta pubblicata dal gruppo di rock progressivo inglese Yes.

## Il disco
Mentre la precedente, Yesterdays, era principalmente una retrospettiva sugli anni di debutto del gruppo, Classic Yes è una scelta dei brani del periodo "classico" del gruppo. La versione originale dell'album era costituita da un LP con allegato un 45 giri con versioni live di Roundabout e I've Seen All Good People. La versione su CD raccoglie tutti i brani su un solo disco.

## Accoglienza
Sebbene non abbia venduto molto all'epoca della sua pubblicazione, divenne, nel corso degli anni, disco di platino negli Stati Uniti.

## Tracce
1. Heart of the Sunrise (Jon Anderson/Chris Squire/Bill Bruford) - 10:35
2. Wonderous Stories (Jon Anderson) - 3:50
3. Yours Is No Disgrace (Jon Anderson/Chris Squire/Steve Howe/Tony Kaye/Bill Bruford) - 9:41
4. Starship Trooper - 9:25
  1. Life Seeker (Jon Anderson)
  2. Disillusion (Chris Squire)
  3. Würm (Steve Howe)
5. Long Distance Runaround (Jon Anderson) - 3:30
6. The Fish (Schindleria Praematurus) (Chris Squire) - 2:37
7. And You and I (Jon Anderson; temi di Bill Bruford/Steve Howe/Chris Squire) - 10:05
  1. Cord of Life
  2. Eclipse
  3. The Preacher the Teacher
  4. Apocalypse
8. Roundabout (Jon Anderson/Steve Howe) - 7:53
9. I've Seen All Good People - 7:29
  1. Your Move (Jon Anderson)
  2. All Good People (Chris Squire)

Classic Yes (Atlantic K 50842) non entrò nelle classifiche in Inghilterra; raggiunse la posizione #142 negli Stati Uniti.

## Formazione
- Jon Anderson: voce
- Chris Squire: basso, voci
- Steve Howe: chitarre, voci
- Rick Wakeman: tastiere
- Alan White: batteria, voci
- Bill Bruford: batteria, voci
- Tony Kaye: tastiere